# Burbure
 Burbure  es una población y comuna francesa, situada en la región de Norte-Paso de Calais, departamento de Paso de Calais, en el distrito de Béthune y cantón de Auchel.

## Demografía
| 650 | 461 | 700 | 790 | 815 | 869 | 898 | 920 | 938 | 929 | 981 | 1 065 | 1 133 | 1 328 | 1 399 | 1 392 | 1 552 | 1 916 | 2 232 | 2 605 | 3 020 | 3 099 | 3 031 | 3 008 | 3 087 | 3 265 | 3 145 | 3 512 | 3 379 | 3 476 | 3 132 | 3 011 | 2 840 |
| Para los censos de 1962 a 1999 la población legal corresponde a la población sin duplicidades (Fuente: INSEE [Consultar]) |     |     |     |     |     |     |     |     |     |     |       |       |       |       |       |       |       |       |       |       |       |       |       |       |       |       |       |       |       |       |       |       |